# 芸能大特番!!
『芸能大特番!!』（げいのうだいとくばん）は、1972年4月7日から1974年3月29日まで東京12チャンネル（現：テレビ東京）で放送された単発特別番組枠。全88回。放送時間は金曜20:00 - 20:56（JST）。

## 概要
芸能界、スポーツ界のスターと、その家族数組が出場、ゲーム、スポーツ、クイズなどを競う。当時同局で直後に放送されていた『金曜スペシャル』とは内容が異なり、当番組はのど自慢・ものまねを始め、当時流行のボウリングなどといったスポーツ企画が中心だった。
放送は2年で終了した。

## 放送された企画

### のど自慢系
- オールスター家族のど自慢大会

レギュラー企画の一つ。
- プロ野球のど自慢大会
- 大相撲のど自慢大会

1974年2月1日では、この2つを合わせた「大相撲・プロ野球のど自慢王座決定戦」が放送。
- 世界大スター? のど自慢大会

1973年4月6日放送。黒沢良・家弓家正などといった、洋画専門声優が出演。
- 怪獣変身のど自慢大会

1973年7月6日放送。「変身ブーム」に便乗した企画で、『風雲ライオン丸』『トリプルファイター』『帰ってきたウルトラマン』『ロボット刑事』『キカイダー01』『ファイヤーマン』『超人バロム・1』の出演者たちが参加した。なお、当時一部番組をTXにクロスネットしていた毎日放送の特撮番組『仮面ライダーシリーズ』『変身忍者 嵐』は参加せず。

### ものまね系
- オールスターものまね大会

これもレギュラー企画の一つ。
- ちびっこ歌まねチャンピオン大会

後に『日曜ビッグスペシャル』で放送される「全日本ちびっこ歌まね選手権」の原型。

### スポーツ系
- オールスターボウリング大会

これもレギュラー企画。「家族対抗」など様々なバージョン有り。
- 芸能人自転車競争大会
- 紅白芸能人競技大会
- 水着美女全員集合
- 芸能人ゴルフトーナメント

唯一の前後編で放送。
- 芸能人自動車レース大会

2回放送。2回目の1974年1月4日放送分は、唯一の19:05 - 20:50の拡大版。

### 音楽系
- 人気スター・なつかしのデビュー曲大会
- 吉田正・輝ける栄光の20年
- 輝け! 日本歌謡大賞総集編
- 世紀のロカビリー決定版
- 輝けるスター想い出のヒットパレード
- 森進一ジョイントリサイタル

### その他
- オールスターセリ売り大会
- ラブラブカップル愛情テスト
- 芸能人アベック王座決定戦
- ほか[2]

## 休止

### スポーツ中継による休止
- 1972年9月1日・9月8日・9月15日は「ミュンヘンオリンピック中継」のため休止。放送枠は15日のみ19:05 - 20:56で、他は19:05 - 21:50。
- 1973年4月27日は『日米対抗ローラーゲーム』のため休止。
- 1973年5月11日・8月31日・9月7日はプロ野球中継のため休止。枠は8月31日のみ19:35 - 20:56で、他は19:05 - 21:50。
- 1973年6月15日は「国際バレーボール」中継のため休止。
- 1973年9月14日は「日中バドミントン競技」中継（19:05 - 20:50）のため休止。

### その他の休止
- 1972年7月7日は『第3回芸能人水上競技大会』（20:00 - 21:50）のため休止。
- 1972年10月6日は、前々日の4日に逝去された東海林太郎の追悼特番「東海林太郎を悼む」のため休止。
- 1972年12月8日は、翌々日の10日に行われる総選挙の直前特番（20:00 - 21:50）のため休止。
- 1973年5月4日は『輝けるベストヒット50』（20:00 - 21:50）のため休止。